# بخش لیبرتی (شهرستان پارک، ایندیانا)
بخش لیبرتی (به انگلیسی: Liberty Township) یک منطقهٔ مسکونی در ایالات متحده آمریکا است که در شهرستان پارک، ایندیانا واقع شده‌است. بخش لیبرتی ۷۳۹ نفر جمعیت دارد و ۱۹۴ متر بالاتر از سطح دریا واقع شده‌است.